# Мануель Родрігес
Мануель Родрігес Аранеда (ісп. Manuel Rodríguez Araneda, 18 січня 1939, Сантьяго — 26 вересня 2018, Сантьяго) — чилійський футболіст, що грав на позиції захисника. По завершенні ігрової кар'єри — тренер.
Виступав, зокрема, за клуб «Уніон Еспаньйола», а також національну збірну Чилі, у складі якої став бронзовим призером чемпіонату світу 1962 року.

## Клубна кар'єра
У дорослому футболі дебютував 1955 року виступами за команду «Уніон Еспаньйола», кольори якої і захищав протягом усієї своєї кар'єри гравця, що тривала цілих вісімнадцять років, зігравши в цілому 262 гри та забивши 5 голів.

## Виступи за збірну
9 грудня 1961 року дебютував в офіційних іграх у складі національної збірної Чилі в товариському матчі проти Угорщини (5:1). Наступного року у складі збірної був учасником чемпіонату світу 1962 року у Чилі, на якому команда здобула бронзові нагороди, а Родрігес провів два вирішальні матчі своєї збірної — програний півфінал проти Бразилії та переможний матч за третє місце проти Югославії (1:0).
Загалом протягом кар'єри у національній команді, яка тривала 7 років, провів у її формі 7 матчів.

## Кар'єра тренера
Розпочав тренерську кар'єру, повернувшись до футболу після невеликої перерви, 1980 року, очоливши тренерський штаб клубу «Сан-Маркос де Аріка». Після цього тренував інші невеликі місцеві клуби «Рехіональ Атакама» та «Депортес Антофагаста».
У лютому 1983 року його призначили тренером клубу «Кобресаль», з яким він у тому ж сезоні виграв Сегунду і вийшов до вищого дивізіону. Після завершення турніру його команда в цілому здобула 23 перемог, 9 нічиїх і зазнала лише однієї поразки, і з 67 голами стала найбільш результативною у другому дивізіоні. Під керівництвом Мануеля у клубі розпочав свою кар'єру Іван Саморано, одна із зірок чилійського футболу. З ним 1987 року клуб виграв Кубок Чилі, при цьому Саморано забив один з голів у фіналі з «Коло-Коло». Після цього успіху Родрігес обійняв посаду тренера збірної Чилі на одну гру і паралельно залишався в «Кобресалі» до кінця 1988 року.
У 1989 році він очолив «Уніон Еспаньйола», з яким став чемпіоном Зимового кубка 1989 року, перемігши у фіналі «Уачіпато». Він залишався на цій посаді до 1991 року.
У січні 1993 року Родрігес повернувся в «Кобресаль», з яким у першому ж сезоні посів 2 місце у Другому дивізіоні і вийшов до вищого дивізіону. Наступного року він залишив клуб і надалі тренував інші чилійські клуби «Кокімбо Унідо», «Депортес Ікіке» та «Депортес Магальянес».
31 липня 2006 року очолив «Уніон Еспаньйола», але того ж року покинув посаду, після чого продовжував працювати на посаді тренера, і, незважаючи на поставлений діагноз хвороби Паркінсона в жовтні 2012 року, він продовжував тренувати футбольні школи в комунах, таких як Ла-Гранха та Лас-Кондес.
Помер 26 вересня 2018 року на 80-му році життя у місті Сантьяго.

## Титули і досягнення
- Бронзовий призер чемпіонату світу: 1962